# این خیابان سرعت‌گیر ندارد
این خیابان سرعت‌گیر ندارد تألیف مریم جهانی است که توسط نشر مرکز در ۱۰ مرداد ۱۳۹۵ منتشر شد و در سی و پنجمین دوره جایزه کتاب سال جمهوری اسلامی ایران، به‌عنوان «کتاب سال ایران» برگزیده شد. همچنین در بخش رمان دهمین دوره جایزه جلال آل‌احمد به همراه بی‌کتابی نوشته محمدرضا شرفی‌خبوشان از انتشارات شهرستان ادب به‌صورت مشترک به‌عنوان برگزیده معرفی شدند.
این اثر، داستانی رئالیستی با درون‌مایه مسائل اجتماعی داشته و دربرگیرنده حوادث و اتفاقات زادبوم کرمانشاه است.